# 파노타카나어족
파노·타카나어족은 페루, 브라질 서부, 볼리비아, 파라과이 북부에서 쓰이는 남아메리카 원주민 언어들이 이룬다고 제안된 어족이다. 파노어족과 타카나어족으로 구성되며(Adelaar & Muysken 2004; Kaufman 1990, 1994) 모두 33개의 언어가 속한다. 파노어족과 타카나어족은 어휘적·문법적 공통점이 많지만 실제로 둘이 같은 계통인지는 아직 증명되지 않았다(Loos 1999).
파노어족 언어는 대부분 페루 또는 브라질 서부에서 쓰이며 몇몇은 볼리비아에서 쓰인다. 타카나어족 언어는 모두 볼리비아에서 쓰인다(에세에하어는 페루에서도 쓰인다).

## 타 언어와의 관계
Migliazza는 파노어족이 야노맘어족과 같은 계통임을 시사하는 어휘적 증거를 제시하였다. 또한 그는 파노어족과 치브차어족이 같은 계통일 가능성도 있다고 주장하였다.

## 참고 문헌
- Adelaar, Willem F. H.; & Muysken, Pieter C. (2004). The languages of the Andes. Cambridge language surveys. Cambridge University Press.
- Campbell, Lyle. (1997). American Indian languages: The historical linguistics of Native America. New York: Oxford University Press. ISBN 0-19-509427-1.
- Kaufman, Terrence. (1990). Language history in South America: What we know and how to know more. In D. L. Payne (Ed.), Amazonian linguistics: Studies in lowland South American languages (pp. 13–67). Austin: University of Texas Press. ISBN 0-292-70414-3.
- Kaufman, Terrence. (1994). "The native languages of South America." In C. Mosley & R. E. Asher (Eds.), Atlas of the world's languages (pp. 46–76). London: Routledge.